# Medicina evoluzionistica
La medicina evoluzionistica, nota inizialmente come medicina darwiniana, si basa sull'applicazione dei principi della teoria evoluzionistica agli aspetti legati alla salute e alle cure mediche. È una scienza di base fondata sulla convergenza di quattro discipline: biologia evolutiva, antropologia, genetica e microbiologia. Il fine di questo approccio interdisciplinare è trovare i significati adattativi delle caratteristiche che lasciano il corpo umano vulnerabile alla malattia. Comprendere il significato adattativo della vulnerabilità alla base delle malattie fornisce una spiegazione biologica del perché della malattia, mentre la medicina moderna, finora, ha tentato di comprenderne il come. L'approccio evoluzionistico alla malattia ha comportato importanti passi avanti nella comprensione del cancro, delle malattie autoimmuni e, in generale, della anatomia.

## Principi
Il postulato che fa da sfondo alla medicina evoluzionistica è che ogni individuo è espressione di un programma storico e genetico unico dell'evoluzione, plasmato dai meccanismi della filogenesi ovvero variazione genetica e selezione naturale. Di conseguenza, anche i fenomeni epidemiologici, la specifica vulnerabilità individuale alle malattie, i modi e i tempi con cui ogni individuo risponde a un agente patogeno, si ammala o recupera la salute dipendono da processi storici e filogenetici. In un articolo del 1999 George Christopher Williams e Randolph Nesse, fondatori della disciplina, individuavano sette spiegazioni evolutive della malattia in cui ciascuna spiegazione può portare alla formazione di ipotesi e previsioni:
1. Difesa: ciò che si crede una malattia o un difetto è in realtà un adattamento.
2. Conflitto con altri agenti coevolutivi, come i patogeni.
3. Stranezze genetiche nocive solo nell'ambiente moderno.
4. Compromessi di progetto a livello genetico.
5. Compromessi di progetto a livello fenotipico.
6. Strascichi storici e dipendenza dai percorsi evolutivi.
7. Fattori casuali.

La prima categoria è quella maggiormente sviluppata poiché riassume il carattere radicale della medicina darwiniana di Williams e Nesse: la malattia può essere mantenuta dalla selezione perché i geni che ne sono alla base sono implicati in un meccanismo adattativo. L'esempio classico è quello della febbre dovuta ad infezione. Il fenomeno ha un significato adattativo perché una temperatura al di sopra della media impedisce ai batteri di riprodursi. Viceversa, scoprire che una patologia non ha alcun significato adattativo può portare alla scoperta di nuovi aspetti della patologia stessa che potrebbero essere eliminati o corretti dall'intervento umano. Il programma adattazionista in medicina si applica in particolare alla spiegazione di quattro cause di malattia: infezioni, tossine e ferite, fattori genetici e ambienti anormali.

## Storia

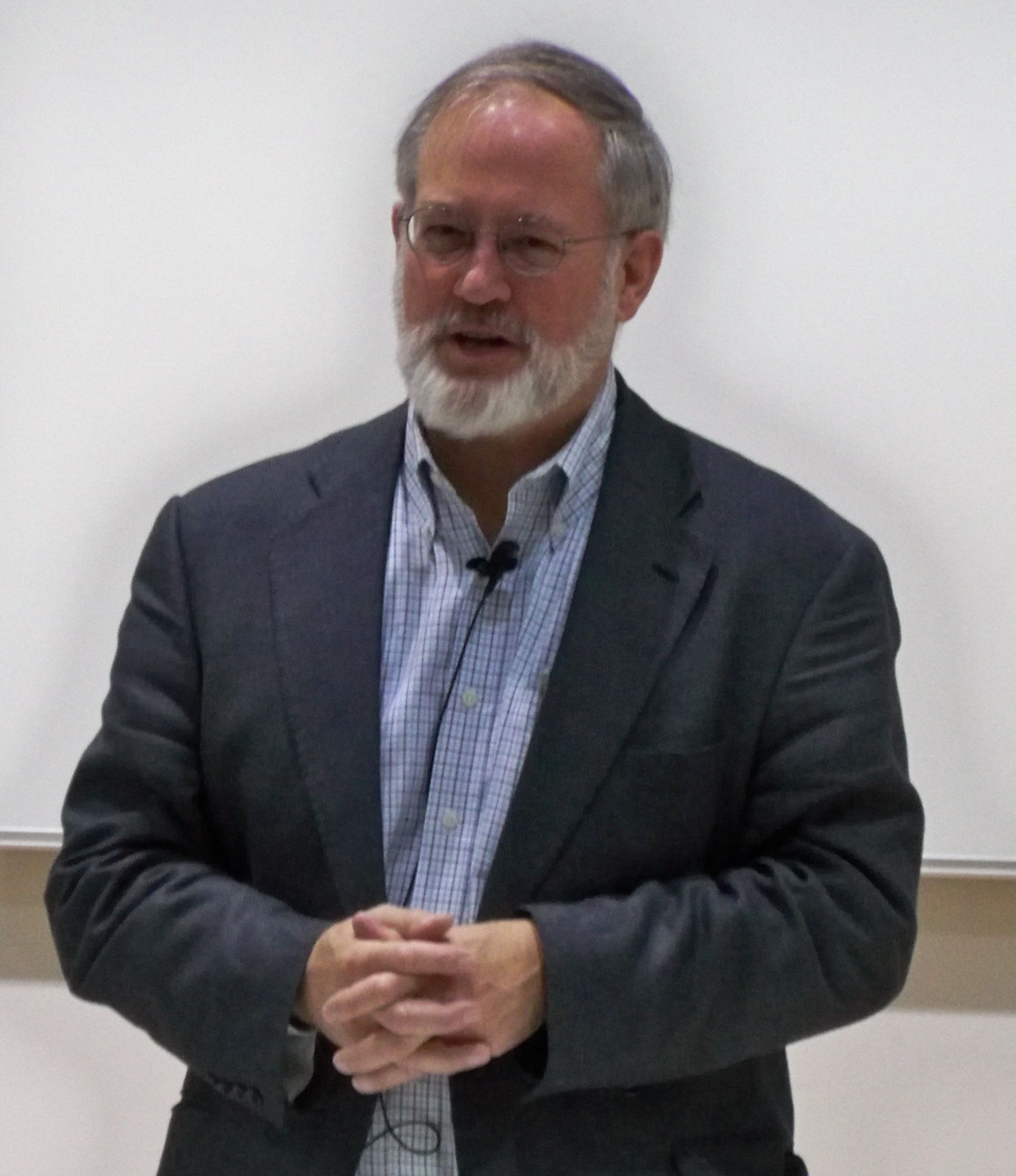
Randolph Nesse (2011)

### Medicina darwiniana
Sebbene fosse presente nel dibattito medico sin dall'epoca di Darwin, l'approccio evoluzionistico alla comprensione delle malattie è diventato un tema di specifica riflessione e ricerca solo alla fine del XX secolo.
La nascita della disciplina viene generalmente fatta coincidere con la pubblicazione nel marzo 1991 dell'articolo "The dawn of Darwinian Medicine" a firma del biologo G.C.Williams e dello psichiatra Randolph Nesse sulla rivista The Quarterly Review of Biology. Tuttavia, è solo con "Why We Get Sick? The New Science of Darwinian Medicine" (1994) e "Research Designs that Address Evolutionary Questions about Medical Disorders" (1999) che si ha la fondazione teoretica della nuova disciplina. In questi articoli i due ricercatori abbozzano inoltre un programma di ricerca completo finalizzato alla comprensione delle cause evolutive della malattia umana. Negli anni successivi la disciplina si divide in due correnti, una sperimentale rivolta soprattutto ai problemi dell'evoluzione della virulenza e della variazione genetica, e una antropologica. In entrambe si assiste a un ridimensionamento del ruolo della selezione naturale nella malattia che comporta l'abbandono dell'aggettivo "darwiniano", sostituito da "evoluzionistico".

### Salute evoluzionistica
Il rappresentante più autorevole della corrente sperimentale è l'ecologo Stephen Sterns, curatore di Evolution in Health & Disease. Il testo è il risultato di un congresso tenuto a Sion fra il 6 e il 12 aprile 1997 e raccoglie gli articoli di 61 autori tra i quali gli stessi Williams e Nesse. La selezione, in quanto conseguenza del successo riproduttivo dei geni, mantiene il ruolo centrale del pensiero ma risulta slegata dalla malattia umana e dall'adattamento in favore di una considerazione più variegata delle patologie. Stearns propone un catalogo di ragioni per le quali i medici dovrebbero utilizzare il pensiero evolutivo:
1. Ciascun individuo ha una propria storia evolutiva e un particolare assetto genetico che implica diverse reazioni alle malattie e alle terapie.
2. I microrganismi e le cellule cancerose evolvono rapidamente resistenza alle sostanze chemioterapiche. Ciò ha una grande importanza nella progettazione delle sostanze e delle terapie.
3. La vaccinazione esercita una forte pressione selettiva sulle malattie e dunque la concezione e la distribuzione dei vaccini devono tener conto della teoria dell'evoluzione.
4. Le teorie dell'evoluzione della virulenza devono essere prese in considerazione nella progettazione delle terapie e nella salute pubblica.
5. L'analisi evolutiva dei conflitti fra geni può rendere chiari certi fenomeni della gravidanza e del ciclo riproduttivo umano.
6. La teoria dell'evoluzione fornisce indicazioni fondamentali sull'origine del comportamento sessuale e sulle sue deviazioni.
7. I problemi della vecchiaia sono il risultato del fatto che la pressione selettiva diminuisce con l'età.

In questo testo, la riflessione muove verso quei risvolti concreti solamente accennati da Williams e Nesse, focalizzandosi sulle modalità con cui applicare la teoria dell'evoluzione alla salute pubblica. Sterns rimarca inoltre la natura interdisciplinare dell'approccio, preferendo il termine "salute" a quello di "medicina".

### Medicina evoluzionistica
Il testo principale della corrente antropologica è "Evolutionary Medicine", curato dagli antropologi Wenda Trevathan, Euclid Smith e James McKenna. Esso consiste in una raccolta di saggi che trattano in successione dei problemi medici secondo le diverse età dell'individuo in relazione alla differenza fra ambiente moderno e preistorico. Poiché in Homo sapiens sapiens l'evoluzione è quasi esclusivamente trasformazione culturale, la corrente antropologica si concentra sistematicamente sulla ricerca del significato adattativo delle patologie. In questo caso tale significato non è attuale, ma riconducibile ad adattamenti che erano tali nell'ambiente preistorico e ora non lo sono più. Tuttavia, essendo le abitudini e la biologia dei primi uomini in buona parte frutto di congetture, nel campo dell'antropologia evolutiva la teoria mantiene una posizione importante a fianco del lavoro di laboratorio. Come Sterns, i tre studiosi superano inoltre la visione unificatrice di Williams e Nesse: la medicina evoluzionista non rappresenta una nuova specialità capace di unificare le diverse branche della scienza medica bensì una visione complementare nella quale gli aspetti biologici, sociali ed evolutivi restano distinti.